# Casimir III de Płock
Casimir III de Płock (polonais: Kazimierz III płocki; né entre le 10 juin 1448 et le 8 juin 1449 - †  9 juin 1480), est un prince polonais issu de la lignée des ducs de Mazovie de la dynastie des Piast. Il fut duc  de Varsovie, Nur, Łomża, Liw, Ciechanów, Wyszogród et Zakroczym de  1454 à  1471 conjointement avec ses frères et sous la régence de leur mère jusqu'en 1462, puis duc de Płock, Płońsk, Zawkrze et Wizna de 1462 à 1471, et après la division des domaines paternels en 1471, seul souverain de  Płock, Wizna, Wyszogród, jusqu'en 1474, Płońsk et Zawkrze jusqu'à son abdication en 1480, il est enfin nommé évêque de  Płock de 1471 à 1480 après avoir été l'administrateur séculier du diocèse jusqu'en 1475.

## Biographie
Casimir est le 5e fils de Boleslas IV de Varsovie et de son épouse la princesse Barbara Olelkovna de Slutsk-Kapy, une princesse lituanienne, petite-fille de Vladimir Olgerdovich, La mort prématurée de trois de ses frères ainés lors d'une épidémie en 1452/1454 fait de lui le 2e héritier de sa famille.
À la mort de leur père le 10 septembre 1454, Casimir III et ses frères sont placés sous la régence de leur mère Barbara et de  Paweł Giżycki, l'évêque de  Płock. La régence se poursuit jusqu'en 1462, quand le frère ainé  Conrad III atteint sa majorité et devient le tuteur légal de ses jeunes frères. Grâce aux efforts de la Princes Catherine de Płock, en 1462, Casimir III et ses frères réussissent à obtenir les 
districts de Płock, Płońsk et Zawkrze, bien qu'ils doivent accepter que  Belz, Rawa Mazowiecka et Gostynin, soient définitivement incorporés au royaume de Pologne.
Casimir III et ses deux autres frères atteignent leur 3 avril 1471. Lors de la division du patrimoine paternel il reçoit Płock, Płońsk, Wizna, Wyszogród et Zawkrze. Bien que ces domaines lui soient attribués, Casimir III est destiné à poursuivre une carrière ecclésiastique; de ce fait dès son adolescence il est nommé Diacre et chanoine de la cathédrale de Płock. À la mort de Ścibor z Gościeńczyc, l'évêque de  Płock, le 4 mai 1471, Casimir III annonce sa candidature à la charge épiscopale. Malheureusement il s'oppose au roi Casimir IV, qui a choisi comme successeur son  Chancelier et secrétaire royal Andrzej Oporowski, pendant que le Chapitre de chanoines présente son propre candidat Ścibor Bielski. Lorsque le Chapitre comprend qu'il ne peut pas imposé son candidat il se décide de soutenir Casimir III. Le cas est finalement soumis à  Rome, où malgré les intrigues du roi de Pologne le Pape se prononce finalement en faveur de Casimir III, qui bénéficie de l'important soutien de Frédéric III du Saint-Empire qui par sa mère Cymburge est apparenté à la dynastie des Piats de Mazovie.
L'élection de Casimir III intervient bien qu'il n'ait pas atteint l'âge canonique légal pour la fonction fixé à 30 ans. C'est pour cette raison qu'il dirige le diocèse comme « administrateur séculier » jusqu'au 10 septembre 1475, quand il obtient une dispense pontificale pour être consacré comme évêque de Płock dans l'église de Pułtusk. Après sa consécration épiscopale, Casimir III résigne ses domaines paternels entre les mains de ses frères: Conrad III le Roux  obtient Wyszogród et Janusz II le reste de ses possessions. Casimir III n'a pas l'envergeure d'un prélat éminent. L'obtention de sa charge épiscopale lui a coûté d'importantes sommes d'argent, qu'il tente ensuite de  récupérer sur le trésor de son diocèse, ce qui provoque l'opposition compréhensible du Chapitre de chanoines de la cathédrale. L'affaire remonte jusqu'à le pape, qui aide le diocèse à garder la gestion de ses finances sous son contrôle direct. Peu après, Casimir III meurt de la peste le 9 juin 1480 à Pułtusk, où il est inhumé.